# دین در محدوده عقل تنها
دین در محدودهٔ عقل تنها (به آلمانی: Die Religion innerhalb der Grenzen der bloßen Vernunft) یکی از آثار ایمانوئل کانت دربارهٔ فلسفه دین است که در سال ۱۷۹۳ منتشر شد. این کتاب را منوچهر صانعی به فارسی ترجمه کرده‌است.